# Кестеново
Кестеново е село в Североизточна България. То се намира в община Омуртаг, област Търговище.

## История
До този момент няма още открити документи за историята на селото. Предполага се от данните на по-старите жители на селото, че то е сравнително младо и е на около 350 години. Образуването на селото според легендата е, че една част от жителите на съседното село Долно Новково (Кестане кьой) са се преселили в сегашното с. Кестеново, за да избягат от епидемия и оттам произлиза името на селото Кестеново (Кестане Йенимахлеси)
Старото му име е Кестане Кьой.

## Културни и природни забележителности
читалище „Светлина-1926“

## Личности
- Хюсеин Огуз – писател (1926-)

1. ↑  www.grao.bg